# Altes Rathaus (Wolmirstedt)

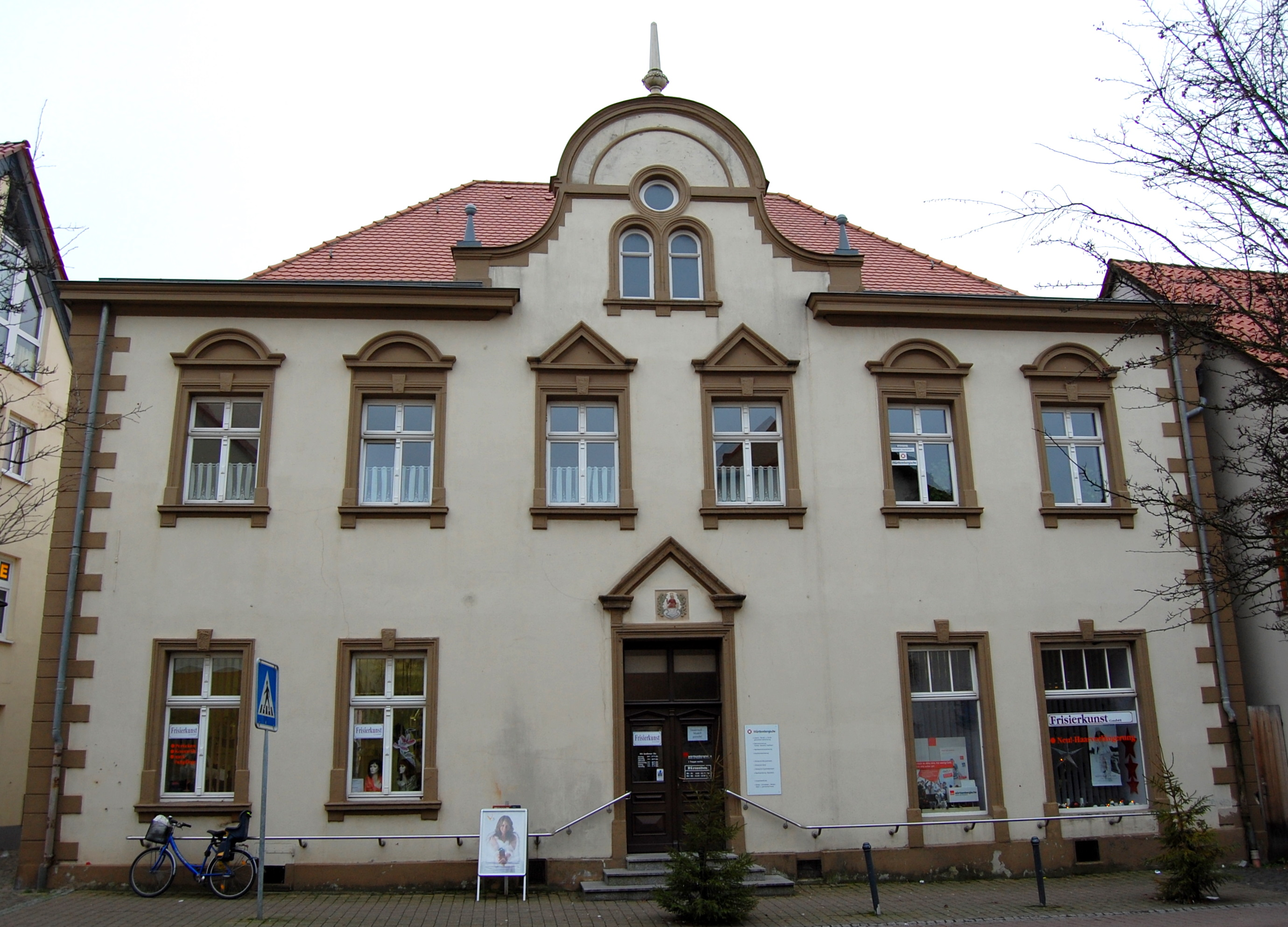
Altes Rathaus

Das Alte Rathaus ist das ehemalige Rathaus der Stadt Wolmirstedt in Sachsen-Anhalt. Das unter Denkmalschutz stehende Gebäude wird heute als Wohn- und Geschäftshaus genutzt.
Das in der Friedensstraße 1 gelegene zweigeschossige Gebäude dürfte in seinem Kern aus der Zeit um 1600 stammen. Aus dieser Zeit ist noch das schlichte gehaltene Portal im Baustil der Renaissance erkennbar. Größere Umbauten fanden in den Jahren 1718, 1907 und 1959 statt. Bekrönt wird das im Stil der Neorenaissance gestaltete Haus durch ein hohes Walmdach. In der Mitte der straßenseitigen Fassade des verputzten Baus befindet sich ein von einem Schweifgiebel geprägtes Zwerchhaus.